# Maravalia amazonensis
Maravalia amazonensis är en svampart som först beskrevs av F.C. Albuq., och fick sitt nu gällande namn av Y. Ono 1984. Maravalia amazonensis ingår i släktet Maravalia och familjen Chaconiaceae.   Inga underarter finns listade i Catalogue of Life.